# Khalid bin Mohsen Shaari
Khalid bin Mohsen Shaari (خالد بن محسن الشاعري) (28 de fevereiro de 1991) é um ex-obeso da Arábia Saudita. Com 610 kg, medidos em agosto de 2013, Shaari foi considerado a pessoa mais pesada do mundo na época, e a segunda pessoa mais pesada de toda a história, atrás apenas do estadunidense Jon Brower Minnoch (1941—1983). Com 1,70 metro de altura, ele tinha um IMC de 204, o maior já registrado. Ele foi ordenado pelo rei Abdullah bin Abdulaziz para ser transferido de sua casa — da qual ele não pôde sair por mais de dois anos — para a capital do país, Riade, para receber tratamento. Como resultado, ele perdeu mais da metade de seu peso corporal em seis meses.
Em novembro de 2017, a rede Al Arabiya informou que ele havia perdido 542 kg, pesando naquele momento 68 kg. É a pessoa que mais perdeu massa corporal na história.